# يان كوالسكي
يان كوالسكي (بالبولندية: Jan Gerard Kowalski)‏ هو لاعب كرة قدم بولندي في مركز الهجوم، ولد في 1937 في زابجه في بولندا. شارك مع منتخب بولندا لكرة القدم. أما مع النوادي، فقد لعب مع غورنيك زابجه.